# شبكة قنوات بي إن
شبكة بي إن (بالإنجليزية: BeIN Network)‏ هي شبكة تلفزيون مدفوع في منطقة الشرق الأوسط وشمال إفريقيا تابعة لمجموعة بي إن الإعلامية. وقد تأسست الشبكة التي تتخذ من الدوحة العاصمة القطرية مقراً لها في نهاية عام 2015، وتقدم مجموعة متنوعة من القنوات المشفرة مثل باقة بي إن سبورت وقنوات الأفلام والترفيه.

## القنوات

### رياضة
- بي إن سبورتس المفتوحة (قناة مجانية)
- بي إن سبورتس الإخبارية (قناة مجانية)
- بي إن سبورتس 1
- بي إن سبورتس 2
- بي إن سبورتس 3
- بي إن سبورتس 4
- بي إن سبورتس 5
- بي إن سبورتس 6
- بي إن سبورت 7
- بي إن سبورتس بريميوم 1
- بي إن سبورت بريميوم 2
- بي إن سبورت بريميوم 3
- بي إن سبورتس اكسترا 1
- بي إن سبورتس اكسترا 2
- بي إن سبورتس ماكس 1
- بي إن سبورتس ماكس 2
- بي إن سبورتس ماكس 3
- بي إن سبورتس ماكس 4
- بي إن سبورتس ماكس 5
- بي إن سبورتس ماكس 6
- بي إن سبورتس آسيا
- بي إن سبورتس آسيا 1
- بي إن سبورتس آسيا 2
- بي إن سبورتس آسيا 3
- بي إن سبورتس الإنجليزية 1
- بي إن سبورتس الإنجليزية 2
- بي إن سبورتس الإنجليزية 3
- بي إن سبورتس الفرنسية 1
- بي إن سبورتس الفرنسية 2
- بي إن سبورتس الفرنسية 3
- NBA
- قناة الكأس 3
- قناة الكأس 5
- قناة الكأس 6
- قناة الكأس 7
- قناة الكأس 8
- قناة الكأس 9

### أفلام
- بي إن موفيز بريميوم 1
- بي إن موفيز أكشن 2
- بي إن موفيز دراما 3
- بي إن موفيز فاميلي 4
- فوكس موفيز
- فوكس أكشن موفيز
- فوكس فاميلي موفيز
- ستار موفيز

### ترفيه
- بي إن سيريز 1
- بي إن سيريز 2
- بي إن دراما
- قناة السفر
- فوكس
- فوكس روايات
- فوكس الجريمة
- فوكس لايف
- إف إكس
- إتش جي تي في
- ستار وورلد
- يو تي في عراق

### أطفال
- بي جونيور
- تلفزيون ج
- براعم
- كرتون نتورك بالعربية
- كرتون نتورك
- قناة دريم وركس
- كارتونيتو
- بيبي تي في
- سي بيبيز
- قناة ديزني
- ديزني جونيور

### أخبار
- بلومبيرغ إل بي
- فرانس 24 الفرنسية
- يورونيوز

### وثائقية
- ناشيونال جيوجرافيك
- ناشيونال جيوغرافيك وايلد
- بي بي سي إيرث
- قناة ديسكفري HD

### موسيقى
- كلوب إم تي في
- إم تي في الثمانينيات
- إم تي في التسعينيات

### طبخ
- بي إن جورميه
- فتافيت
- فود نتورك
- فوكس لايف